# Pływanie na Mistrzostwach Świata w Pływaniu 2019
Zawody w pływaniu na 18. Mistrzostwach Świata w Pływaniu odbyły się w dniach 21–28 lipca 2019 r. w Miejskim Centrum Sportów Wodnych Uniwersytetu Nambu.
Najwięcej złotych medali zdobyli reprezentanci Stanów Zjednoczonych, zwyciężając w 14 z 42 konkurencji. Na zawodach ustanowiono dziesięć rekordów świata i siedem rekordów mistrzostw. Tak samo jak dwa lata temu najlepszymi zawodnikami zostali: wśród mężczyzn, Amerykanin Caeleb Dressel, który zdobył osiem medali (w tym sześć złotych; cztery w konkurencjach indywidualnych i dwa w sztafetach). Wśród kobiet triumfowała Szwedka Sarah Sjöström z pięcioma medalami (w tym jednym złotym) w konkurencjach indywidualnych. 

## Harmonogram
Zostały rozegrane 42 konkurencje.
| E | Eliminacje | ½ | Półfinały | F | Finał |

| Data →                    | 21 lipca | 21 lipca | 22 lipca | 22 lipca | 23 lipca | 23 lipca | 24 lipca | 24 lipca | 25 lipca | 25 lipca | 26 lipca | 26 lipca | 27 lipca | 27 lipca | 28 lipca | 28 lipca |
| Konkurencja ↓             | R        | W        | R        | W        | R        | W        | R        | W        | R        | W        | R        | W        | R        | W        | R        | W        |
| ------------------------- | -------- | -------- | -------- | -------- | -------- | -------- | -------- | -------- | -------- | -------- | -------- | -------- | -------- | -------- | -------- | -------- |
| 50 m stylem dowolnym      |          |          |          |          |          |          |          |          |          |          | E        | ½        |          | F        |          |          |
| 100 m stylem dowolnym     |          |          |          |          |          |          | E        | ½        |          | F        |          |          |          |          |          |          |
| 200 m stylem dowolnym     |          |          | E        | ½        |          | F        |          |          |          |          |          |          |          |          |          |          |
| 400 m stylem dowolnym     | E        | F        |          |          |          |          |          |          |          |          |          |          |          |          |          |          |
| 800 m stylem dowolnym     |          |          |          |          | E        |          |          | F        |          |          |          |          |          |          |          |          |
| 1500 m stylem dowolnym    |          |          |          |          |          |          |          |          |          |          |          |          | E        |          |          | F        |
| 50 m stylem grzbietowym   |          |          |          |          |          |          |          |          |          |          |          |          | E        | ½        |          | F        |
| 100 m stylem grzbietowym  |          |          | E        | ½        |          | F        |          |          |          |          |          |          |          |          |          |          |
| 200 m stylem grzbietowym  |          |          |          |          |          |          |          |          | E        | ½        |          | F        |          |          |          |          |
| 50 m stylem klasycznym    |          |          |          |          | E        | ½        |          | F        |          |          |          |          |          |          |          |          |
| 100 m stylem klasycznym   | E        | ½        |          | F        |          |          |          |          |          |          |          |          |          |          |          |          |
| 200 m stylem klasycznym   |          |          |          |          |          |          |          |          | E        | ½        |          | F        |          |          |          |          |
| 50 m stylem motylkowym    | E        | ½        |          | F        |          |          |          |          |          |          |          |          |          |          |          |          |
| 100 m stylem motylkowym   |          |          |          |          |          |          |          |          |          |          | E        | ½        |          | F        |          |          |
| 200 m stylem motylkowym   |          |          |          |          | E        | ½        |          | F        |          |          |          |          |          |          |          |          |
| 200 m stylem zmiennym     |          |          |          |          |          |          | E        | ½        |          | F        |          |          |          |          |          |          |
| 400 m stylem zmiennym     |          |          |          |          |          |          |          |          |          |          |          |          |          |          | E        | F        |
| 4 × 100 m stylem dowolnym | E        | F        |          |          |          |          |          |          |          |          |          |          |          |          |          |          |
| 4 × 200 m stylem dowolnym |          |          |          |          |          |          |          |          |          |          | E        | F        |          |          |          |          |
| 4 × 100 m stylem zmiennym |          |          |          |          |          |          |          |          |          |          |          |          |          |          | E        | F        |

| Data →                    | 21 lipca | 21 lipca | 22 lipca | 22 lipca | 23 lipca | 23 lipca | 24 lipca | 24 lipca | 25 lipca | 25 lipca | 26 lipca | 26 lipca | 27 lipca | 27 lipca | 28 lipca | 28 lipca |
| Konkurencja ↓             | R        | W        | R        | W        | R        | W        | R        | W        | R        | W        | R        | W        | R        | W        | R        | W        |
| ------------------------- | -------- | -------- | -------- | -------- | -------- | -------- | -------- | -------- | -------- | -------- | -------- | -------- | -------- | -------- | -------- | -------- |
| 50 m stylem dowolnym      |          |          |          |          |          |          |          |          |          |          |          |          | E        | ½        |          | F        |
| 100 m stylem dowolnym     |          |          |          |          |          |          |          |          | E        | ½        |          | F        |          |          |          |          |
| 200 m stylem dowolnym     |          |          |          |          | E        | ½        |          | F        |          |          |          |          |          |          |          |          |
| 400 m stylem dowolnym     | E        | F        |          |          |          |          |          |          |          |          |          |          |          |          |          |          |
| 800 m stylem dowolnym     |          |          |          |          |          |          |          |          |          |          | E        |          |          | F        |          |          |
| 1500 m stylem dowolnym    |          |          | E        |          |          | F        |          |          |          |          |          |          |          |          |          |          |
| 50 m stylem grzbietowym   |          |          |          |          |          |          | E        | ½        |          | F        |          |          |          |          |          |          |
| 100 m stylem grzbietowym  |          |          | E        | ½        |          | F        |          |          |          |          |          |          |          |          |          |          |
| 200 m stylem grzbietowym  |          |          |          |          |          |          |          |          |          |          | E        | ½        |          | F        |          |          |
| 50 m stylem klasycznym    |          |          |          |          |          |          |          |          |          |          |          |          | E        | ½        |          | F        |
| 100 m stylem klasycznym   |          |          | E        | ½        |          | F        |          |          |          |          |          |          |          |          |          |          |
| 200 m stylem klasycznym   |          |          |          |          |          |          |          |          | E        | ½        |          | F        |          |          |          |          |
| 50 m stylem motylkowym    |          |          |          |          |          |          |          |          |          |          | E        | ½        |          | F        |          |          |
| 100 m stylem motylkowym   | E        | ½        |          | F        |          |          |          |          |          |          |          |          |          |          |          |          |
| 200 m stylem motylkowym   |          |          |          |          |          |          | E        | ½        |          | F        |          |          |          |          |          |          |
| 200 m stylem zmiennym     | E        | ½        |          | F        |          |          |          |          |          |          |          |          |          |          |          |          |
| 400 m stylem zmiennym     |          |          |          |          |          |          |          |          |          |          |          |          |          |          | E        | F        |
| 4 × 100 m stylem dowolnym | E        | F        |          |          |          |          |          |          |          |          |          |          |          |          |          |          |
| 4 × 200 m stylem dowolnym |          |          |          |          |          |          |          |          | E        | F        |          |          |          |          |          |          |
| 4 × 100 m stylem zmiennym |          |          |          |          |          |          |          |          |          |          |          |          |          |          | E        | F        |

| Data →                    | 21 lipca | 21 lipca | 22 lipca | 22 lipca | 23 lipca | 23 lipca | 24 lipca | 24 lipca | 25 lipca | 25 lipca | 26 lipca | 26 lipca | 27 lipca | 27 lipca | 28 lipca | 28 lipca |
| Konkurencja ↓             | R        | W        | R        | W        | R        | W        | R        | W        | R        | W        | R        | W        | R        | W        | R        | W        |
| ------------------------- | -------- | -------- | -------- | -------- | -------- | -------- | -------- | -------- | -------- | -------- | -------- | -------- | -------- | -------- | -------- | -------- |
| 4 × 100 m stylem dowolnym |          |          |          |          |          |          |          |          |          |          |          |          | E        | F        |          |          |
| 4 × 100 m stylem zmiennym |          |          |          |          |          |          | E        | F        |          |          |          |          |          |          |          |          |

## Medaliści

### Mężczyźni
| Konkurencja                                | Złoto | Złoto    | Srebro | Srebro   | Brąz | Brąz     |
| Konkurencja                                | Zawodnik | Czas     | Zawodnik | Czas     | Zawodnik | Czas     |
| Styl dowolny                               | |          | |          | |          |
| 50 metrów (szczegóły)                      | Caeleb Dressel · Stany Zjednoczone | 21,04 ,  | Bruno Fratus · Brazylia · Kristian Gołomeew · Grecja | 21,45    | [ a ] | [ a ]    |
| 100 metrów (szczegóły)                     | Caeleb Dressel · Stany Zjednoczone | 46,96    | Kyle Chalmers · Australia | 47,08    | Władimir Griniew · Rosja | 47,82    |
| 200 metrów (szczegóły)                     | Sun Yang · Chiny | 1:44,93  | Katsuhiro Matsumoto · Japonia | 1:45,22  | Martin Malutin · RosjaDuncan Scott · Wielka Brytania | 1:45,63  |
| 400 metrów (szczegóły)                     | Sun Yang · Chiny | 3:42,44  | Mack Horton · Australia | 3:43,17  | Gabriele Detti · Włochy | 3:43,23  |
| 800 metrów (szczegóły)                     | Gregorio Paltrinieri · Włochy | 7:39,27  | Henrik Christiansen · Norwegia | 7:41,28  | David Aubry · Francja | 7:42,08  |
| 1500 metrów (szczegóły)                    | Florian Wellbrock · Niemcy | 14:36,54 | Mychajło Romanczuk · Ukraina | 14:37,63 | Gregorio Paltrinieri · Włochy | 14:38,75 |
| Styl grzbietowy                            | |          | |          | |          |
| 50 metrów (szczegóły)                      | Zane Waddell · Południowa Afryka | 24,43    | Jewgienij Ryłow · Rosja | 24,49    | Klimient Kolesnikow · Rosja | 24,51    |
| 100 metrów (szczegóły)                     | Xu Jiayu · Chiny | 52,43    | Jewgienij Ryłow · Rosja | 52,67    | Mitch Larkin · Australia | 52,77    |
| 200 metrów (szczegóły)                     | Jewgienij Ryłow · Rosja | 1:53,40  | Ryan Murphy · Stany Zjednoczone | 1:54,12  | Luke Greenbank · Wielka Brytania | 1:55,85  |
| Styl klasyczny                             | |          | |          | |          |
| 50 metrów (szczegóły)                      | Adam Peaty · Wielka Brytania | 26,06    | Felipe Lima · Brazylia | 26,66    | João Gomes Júnior · Brazylia | 26,69    |
| 100 metrów (szczegóły)                     | Adam Peaty · Wielka Brytania | 57,14    | James Wilby · Wielka Brytania | 58,46    | Yan Zibei · Chiny | 58,63    |
| 200 metrów (szczegóły)                     | Anton Czupkow · Rosja | 2:06,12  | Matthew Wilson · Australia | 2:06,68  | Ippei Watanabe · Japonia | 2:06,73  |
| Styl motylkowy                             | |          | |          | |          |
| 50 metrów (szczegóły)                      | Caeleb Dressel · Stany Zjednoczone | 22,35 ,  | Oleg Kostin · Rosja | 22,70    | Nicholas Santos · Brazylia | 22,79    |
| 100 metrów (szczegóły)                     | Caeleb Dressel · Stany Zjednoczone | 49,66    | Andriej Minakow · Rosja | 50,83    | Chad le Clos · Południowa Afryka | 51,16    |
| 200 metrów (szczegóły)                     | Kristóf Milák · Węgry | 1:50,73  | Daiya Seto · Japonia | 1:53,86  | Chad le Clos · Południowa Afryka | 1:54,15  |
| Styl zmienny                               | |          | |          | |          |
| 200 metrów (szczegóły)                     | Daiya Seto · Japonia | 1:56,14  | Jérémy Desplanches · Szwajcaria | 1:56,56  | Chase Kalisz · Stany Zjednoczone | 1:56,78  |
| 400 metrów (szczegóły)                     | Daiya Seto · Japonia | 4:08,95  | Jay Litherland · Stany Zjednoczone | 4:09,22  | Lewis Clareburt · Nowa Zelandia | 4:12,07  |
| Sztafety                                   | |          | |          | |          |
| 4 × 100 metrów stylem dowolnym (szczegóły) | Stany Zjednoczone · Caeleb Dressel (47,63) · Blake Pieroni (47,49) · Zach Apple (46,86) · Nathan Adrian (47,08) · Townley Haas · Michael Chadwick         | 3:09,06  | Rosja · Władisław Griniew (47,83) · Władimir Morozow (47,62) · Klimient Kolesnikow (47,50) · Jewgienij Ryłow (47,02) · Andriej Minakow                                      | 3:09,97  | Australia · Cameron McEvoy (48,44) · Clyde Lewis (47,61) · Alexander Graham (48,11) · Kyle Chalmers (47,06)                                                                                     | 3:11,22  |
| 4 × 200 metrów stylem dowolnym (szczegóły) | Australia · Clyde Lewis (1:45,58) · Kyle Chalmers (1:45,37) · Alexander Graham (1:45,05) · Mack Horton (1:44,85) · Jack McLoughlin · Thomas Fraser-Holmes | 7:00,85  | Rosja · Michaił Dowgaljuk (1:45,56) · Michaił Wiekowiszczew (1:45,45) · Aleksandr Krasnych (1:45,38) · Martin Malutin (1:45,42) · Iwan Giriew                               | 7:01,81  | Stany Zjednoczone · Andrew Seliskar (1:45,81) · Blake Pieroni (1:44,98) · Zach Apple (1:46,03) · Townley Haas (1:45,16) · Jack Conger · Jack LeVant                                             | 7:01,98  |
| 4 × 100 metrów stylem zmiennym (szczegóły) | Wielka Brytania · Luke Greenbank (53,95) · Adam Peaty (57,20) · James Guy (50,81) · Duncan Scott (46,14) · James Wilby                                    | 3:28,10  | Stany Zjednoczone · Ryan Murphy (52,92) · Andrew Wilson (58,65) · Caeleb Dressel (49,28) · Nathan Adrian (47,60) · Matt Grevers · Michael Andrew · Jack Conger · Zach Apple | 3:28,45  | Rosja · Jewgienij Ryłow (52,57) · Kiriłł Prigoda (58,68) · Andriej Minakow (50,54) · Władimir Morozow (47,02) · Klimient Kolesnikow · Anton Czupkow · Michaił Wiekowiszczew · Władisław Griniew | 3:28,81  |

### Kobiety
| Konkurencja                                | Złoto | Złoto    | Srebro | Srebro   | Brąz | Brąz     |
| Konkurencja                                | Zawodniczka | Czas     | Zawodniczka | Czas     | Zawodniczka | Czas     |
| Styl dowolny                               | |          | |          | |          |
| 50 metrów (szczegóły)                      | Simone Manuel · Stany Zjednoczone | 24,05    | Sarah Sjöström · Szwecja | 24,07    | Cate Campbell · Australia | 24,11    |
| 100 metrów (szczegóły)                     | Simone Manuel · Stany Zjednoczone | 52,04    | Cate Campbell · Australia | 52,43    | Sarah Sjöström · Szwecja | 52,46    |
| 200 metrów (szczegóły)                     | Federica Pellegrini · Włochy | 1:54,22  | Ariarne Titmus · Australia | 1:54,66  | Sarah Sjöström · Szwecja | 1:54,78  |
| 400 metrów (szczegóły)                     | Ariarne Titmus · Australia | 3:58,76  | Katie Ledecky · Stany Zjednoczone | 3:59,97  | Leah Smith · Stany Zjednoczone | 4:01,29  |
| 800 metrów (szczegóły)                     | Katie Ledecky · Stany Zjednoczone | 8:13,58  | Simona Quadarella · Włochy | 8:14,99  | Ariarne Titmus · Australia | 8:15,70  |
| 1500 metrów (szczegóły)                    | Simona Quadarella · Włochy | 15:40,89 | Sarah Köhler · Niemcy | 15:48,83 | Wang Jianjiahe · Chiny | 15:51,00 |
| Styl grzbietowy                            | |          | |          | |          |
| 50 metrów (szczegóły)                      | Olivia Smoliga · Stany Zjednoczone | 27,33    | Etiene Medeiros · Brazylia | 27,44    | Darja Waskina · Rosja | 27,51    |
| 100 metrów (szczegóły)                     | Kylie Masse · Kanada | 58,60    | Minna Atherton · Australia | 58,85    | Olivia Smoliga · Stany Zjednoczone | 58,91    |
| 200 metrów (szczegóły)                     | Regan Smith · Stany Zjednoczone | 2:03,69  | Kaylee McKeown · Australia | 2:06,26  | Kylie Masse · Kanada | 2:06,62  |
| Styl klasyczny                             | |          | |          | |          |
| 50 metrów (szczegóły)                      | Lilly King · Stany Zjednoczone | 29,84    | Benedetta Pilato · Włochy | 30,00    | Julija Jefimowa · Rosja | 30,15    |
| 100 metrów (szczegóły)                     | Lilly King · Stany Zjednoczone | 1:04,93  | Julija Jefimowa · Rosja | 1:05,49  | Martina Carraro · Włochy | 1:06,36  |
| 200 metrów (szczegóły)                     | Julija Jefimowa · Rosja | 2:20,17  | Tatjana Schoenmaker · Południowa Afryka | 2:22,52  | Sydney Pickrem · Kanada | 2:22,90  |
| Styl motylkowy                             | |          | |          | |          |
| 50 metrów (szczegóły)                      | Sarah Sjöström · Szwecja | 25,02    | Ranomi Kromowidjojo · Holandia | 25,35    | Farida Osman · Egipt | 25,47    |
| 100 metrów (szczegóły)                     | Margaret MacNeil · Kanada | 55,83    | Sarah Sjöström · Szwecja | 56,22    | Emma McKeon · Australia | 56,61    |
| 200 metrów (szczegóły)                     | Boglárka Kapás · Węgry | 2:06,78  | Hali Flickinger · Stany Zjednoczone | 2:06,95  | Katie Drabot · Stany Zjednoczone | 2:07,04  |
| Styl zmienny                               | |          | |          | |          |
| 200 metrów (szczegóły)                     | Katinka Hosszú · Węgry | 2:07,53  | Ye Shiwen · Chiny | 2:08,60  | Sydney Pickrem · Kanada | 2:08,70  |
| 400 metrów (szczegóły)                     | Katinka Hosszú · Węgry | 4:30,39  | Ye Shiwen · Chiny | 4:32,07  | Yui Ōhashi · Japonia | 4:32,33  |
| Sztafety                                   | |          | |          | |          |
| 4 × 100 metrów stylem dowolnym (szczegóły) | Australia · Bronte Campbell (52,85) · Brianna Throssell (53,34) · Emma McKeon (52,57) · Cate Campbell (51,45) · Madison Wilson                                                           | 3:30,21  | Stany Zjednoczone · Mallory Comerford (52,98) · Abbey Weitzeil (52,66) · Kelsi Dahlia (53,46) · Simone Manuel (51,92) · Allison Schmitt · Margo Geer · Lia Neal               | 3:31,02  | Kanada · Kayla Sanchez (53,72) · Taylor Ruck (52,19) · Penny Oleksiak (52,69) · Margaret MacNeil (53,18) · Rebecca Smith                                 | 3:31,78  |
| 4 × 200 metrów stylem dowolnym (szczegóły) | Australia · Ariarne Titmus (1:54,27) · Madison Wilson (1:56,73) · Brianna Throssell (1:55,60) · Emma McKeon (1:54,90) · Leah Neale · Kiah Melverton                                      | 7:41,50  | Stany Zjednoczone · Simone Manuel (1:56,09) · Katie Ledecky (1:54,61) · Melanie Margalis (1:55,81) · Katie McLaughlin (1:55,36) · Allison Schmitt · Gabby DeLoof · Leah Smith | 7:41,87  | Kanada · Kayla Sanchez (1:57,32) · Taylor Ruck (1:56,41) · Emily Overholt (1:56,26) · Penny Oleksiak (1:54,36) · Rebecca Smith · Emma O'Croinin          | 7:44,35  |
| 4 × 100 metrów stylem zmiennym (szczegóły) | Stany Zjednoczone · Regan Smith (57,57) · Lilly King (1:04,81) · Kelsi Dahlia (56,16) · Simone Manuel (51,86) · Olivia Smoliga · Melanie Margalis · Katie McLaughlin · Mallory Comerford | 3:50,40  | Australia · Minna Atherton (59,06) · Jessica Hansen (1:06,08) · Emma McKeon (56,32) · Cate Campbell (51,96) · Kaylee McKeown · Brianna Throssell · Madison Wilson             | 3:53,42  | Kanada · Kylie Masse (59,12) · Sydney Pickrem (1:06,42) · Margaret MacNeil (55,56) · Penny Oleksiak (52,48) · Kierra Smith · Rebecca Smith · Taylor Ruck | 3:53,58  |

### Konkurencje mieszane
| Konkurencja                                                  | Złoto | Złoto   | Srebro | Srebro  | Brąz | Brąz    |
| Konkurencja                                                  | Zawodnicy | Czas    | Zawodnicy | Czas    | Zawodnicy | Czas    |
| Sztafeta mieszana 4 × 100 metrów stylem dowolnym (szczegóły) | Stany Zjednoczone · Caeleb Dressel (47,34) · Zach Apple (47,34) · Mallory Comerford (52,72) · Simone Manuel (52,00) · Blake Pieroni · Nathan Adrian · Katie McLaughlin · Abbey Weitzeil | 3:19,40 | Australia · Kyle Chalmers (47,37) · Clyde Lewis (48,18) · Emma McKeon (52,06) · Bronte Campbell (52,36) · Cameron McEvoy · Alexander Graham · Brianna Throssell · Madison Wilson  | 3:19,97 | Francja · Clément Mignon (48,44) · Mehdy Metella (47,78) · Charlotte Bonnet (52,87) · Marie Wattel (53,02) · Maxime Grousset · Béryl Gastaldello | 3:22,11 |
| Sztafeta mieszana 4 × 100 metrów stylem zmiennym (szczegóły) | Australia · Mitch Larkin (53,47) · Matthew Wilson (58,37) · Emma McKeon (56,14) · Cate Campbell (51,10) · Minna Atherton · Matthew Temple · Bronte Campbell                             | 3:39,08 | Stany Zjednoczone · Ryan Murphy (52,46) · Lilly King (1:04,94) · Caeleb Dressel (49,33) · Simone Manuel (52,37) · Matt Grevers · Andrew Wilson · Kelsi Dahlia · Mallory Comerford | 3:39,10 | Wielka Brytania · Georgia Davies (59,25) · Adam Peaty (57,73) · James Guy (50,72) · Freya Anderson (52,98) · James Wilby                         | 3:40,68 |

## Klasyfikacja medalowa
| Miejsce | Państwo           | Złoto | Srebro | Brąz | Razem |
| ------- | ----------------- | ----- | ------ | ---- | ----- |
| 1.      | Stany Zjednoczone | 14    | 8      | 5    | 27    |
| 2.      | Australia         | 5     | 9      | 5    | 19    |
| 3.      | Węgry             | 4     | 0      | 0    | 4     |
| 4.      | Rosja             | 3     | 7      | 6    | 16    |
| 5.      | Włochy            | 3     | 2      | 3    | 8     |
| 6.      | Chiny             | 3     | 2      | 2    | 7     |
| 7.      | Wielka Brytania   | 3     | 1      | 3    | 7     |
| 8.      | Japonia           | 2     | 2      | 2    | 6     |
| 9.      | Kanada            | 2     | 0      | 6    | 8     |
| 10.     | Szwecja           | 1     | 2      | 2    | 5     |
| 11.     | Południowa Afryka | 1     | 1      | 2    | 4     |
| 12.     | Niemcy            | 1     | 1      | 0    | 2     |
| 13.     | Brazylia          | 0     | 3      | 2    | 5     |
| 14.     | Grecja            | 0     | 1      | 0    | 1     |
| 14.     | Holandia          | 0     | 1      | 0    | 1     |
| 14.     | Norwegia          | 0     | 1      | 0    | 1     |
| 14.     | Szwajcaria        | 0     | 1      | 0    | 1     |
| 14.     | Ukraina           | 0     | 1      | 0    | 1     |
| 19.     | Francja           | 0     | 0      | 2    | 2     |
| 20.     | Egipt             | 0     | 0      | 1    | 1     |
| 20.     | Nowa Zelandia     | 0     | 0      | 1    | 1     |
| Razem   | Razem             | 42    | 43     | 42   | 127   |

## Rekordy
Podczas zawodów ustanowiono następujące rekordy świata i rekordy mistrzostw.

### Rekordy świata
| Data     | Konkurencja                                         | Ustanowiony dla          | Czas    | Zawodnik                                                                                            | Państwo           |
| -------- | --------------------------------------------------- | ------------------------ | ------- | --------------------------------------------------------------------------------------------------- | ----------------- |
| 21 lipca | 100 m stylem klasycznym mężczyzn – półfinał         | (tej samej konkurencji)  | 56,88   | Adam Peaty                                                                                          | Wielka Brytania   |
| 24 lipca | 200 m stylem motylkowym mężczyzn – finał            | (tej samej konkurencji)  | 1:50,73 | Kristóf Milák                                                                                       | Węgry             |
| 25 lipca | 200 m stylem klasycznym mężczyzn – półfinał 2       | (tej samej konkurencji)  | 2:06,67 | Matthew Wilson                                                                                      | Australia         |
| 25 lipca | 4 × 200 m stylem dowolnym kobiet – finał            | (tej samej konkurencji)  | 7:41,50 | Ariarne Titmus (1:54,27) Madison Wilson (1:56,73) Brianna Throssell (1:55,60) Emma McKeon (1:54,90) | Australia         |
| 26 lipca | 100 m stylem motylkowym mężczyzn – półfinał         | (tej samej konkurencji)  | 49,50   | Caeleb Dressel                                                                                      | Stany Zjednoczone |
| 26 lipca | 200 m stylem grzbietowym kobiet – półfinał          | (tej samej konkurencji)  | 2:03,35 | Regan Smith                                                                                         | Stany Zjednoczone |
| 26 lipca | 200 m stylem klasycznym mężczyzn – finał            | (tej samej konkurencji)  | 2:06,12 | Anton Czupkow                                                                                       | Rosja             |
| 27 lipca | Sztafeta mieszana 4 × 100 m stylem dowolnym – finał | (tej samej konkurencji)  | 3:19,40 | Caeleb Dressel (47,34) Zach Apple (47,34) Abbey Weitzeil (52,72) Simone Manuel (52,00)              | Stany Zjednoczone |
| 28 lipca | 4 × 100 m stylem zmiennym kobiet – finał            | 100 m stylem grzbietowym | 57,57   | Regan Smith                                                                                         | Stany Zjednoczone |
| 28 lipca | 4 × 100 m stylem zmiennym kobiet – finał            | (tej samej konkurencji)  | 3:50,40 | Regan Smith (57,57) Lilly King (1:04,81) Kelsi Dahlia (56,16) Simone Manuel (51,86)                 | Stany Zjednoczone |

### Rekordy mistrzostw
| Data     | Konkurencja                                   | Czas    | Zawodnik / Zawodniczka                                                                      | Państwo           |
| -------- | --------------------------------------------- | ------- | ------------------------------------------------------------------------------------------- | ----------------- |
| 21 lipca | 50 m stylem motylkowym mężczyzn – półfinał    | 22,57   | Caeleb Dressel                                                                              | Stany Zjednoczone |
| 21 lipca | 4 × 100 m stylem dowolnym mężczyzn – finał    | 3:09,06 | Caeleb Dressel (47,63) Blake Pieroni (47,49) Zach Apple (46,86) Nathan Adrian (47,08)       | Stany Zjednoczone |
| 21 lipca | 4 × 100 m stylem dowolnym kobiet – finał      | 3:30,21 | Bronte Campbell (52,85) Brianna Throssell (53,34) Emma McKeon (52,57) Cate Campbell (51,45) | Australia         |
| 22 lipca | 100 m stylem grzbietowym mężczyzn – półfinał  | 52,17   | Xu Jiayu                                                                                    | Chiny             |
| 22 lipca | 50 m stylem motylkowym mężczyzn – finał       | 22,35   | Caeleb Dressel                                                                              | Stany Zjednoczone |
| 25 lipca | 200 m stylem klasycznym mężczyzn – półfinał 1 | 2:06,83 | Anton Czupkow                                                                               | Rosja             |
| 27 lipca | 50 m stylem dowolnym mężczyzn – finał         | 21,04   | Caeleb Dressel                                                                              | Stany Zjednoczone |